# Faust (banda)
Faust es un grupo alemán de música rock que es considerada una de las más importantes del movimiento krautrock.
La banda fue formada en el año 1971 con ayuda del productor y periodista Uwe Nettelbeck y se separó en 1975 tras editar cuatro álbumes de estudio, pero se volvió a reunir para realizar algunas presentaciones en vivo a principios de los años 90, tras lo cual el grupo editó tres álbumes con material nuevo. El grupo también editó dos álbumes junto al compositor minimalista Tony Conrad, quien también colaboró en la grabación del primer álbum del grupo.
Faust es considerada una influencia importante en la música ambient y la música industrial. El grupo no logró demasiado éxito comercial, aunque su LP The Faust Tapes fue vendido al precio de un sencillo en Reino Unido, llamando la atención de los medios y vendiendo una cantidad significativa de copias.

## Discografía

### Álbumes de estudio
- Faust (1971)
- Faust So Far (1972)
- The Faust Tapes (1973)
- Faust IV (1973)
- Rien (1994)
- You Know FaUSt (1997)
- Faust Wakes Nosferatu (1997)
- Ravvivando (1999)
- C'est Com... Com... Compliqué (2009)
- Faust is Last (2010)
- Something Dirty (2011)

### Colaboraciones
- Outside the Dream Syndicate (1973) con Tony Conrad
- Derbe Respect, Adler (2004) junto a Dälek
- Outside the Dream Syndicate - Alive (2005) junto a Tony Conrad
- Disconnected (2007) junto a Nurse with Wound

### Otros
- Faust 5 (1975) álbum nunca lanzado oficialmente; sólo existe una edición promocional.
- Munic & Elsewhere (1986) compilación de material inédito.
- The Last LP (1988) compilación de material inédito; también conocida como Faust Party Three.
- 71 Minutes of Faust (1989) compilación de Munic & Elsewhere y The Last LP.
- The Faust Concerts Vol. I (1994) álbum en vivo.
- The Faust Concerts Vol. II (1994) álbum en vivo.
- London I-3 (1996) también conocido como BBC Sessions/Kisses for Pythagoras.
- Untitled (1996) compilación de material inédito y remezclado.
- Edinburgh 1997 (1997) álbum en vivo.
- The Land of Ukko & Rauni (2000) álbum en vivo.
- Faust/Faust So Far (2000) compilación de Faust y Faust So Far
- The Wümme Years: 1970-1973 (2000) compilación de Faust, Faust So Far, The Faust Tapes, 71 Minutes of Faust y BBC Sessions +
- BBC Sessions + (2001) compilación de material inédito.
- Freispiel (2002) remezclas de Ravvivando.
- Patchwork 1971-2002 (2002)
- abzu (2003) compilación de material en vivo, inédito y remezclado.
- Impressions (2005) DVD.
- Collectif Met(z) 1996-2005 (2005) compilación de material en vivo e inédito.
- ...In Autumn (2007) DVD en vivo.
- Nobody Knows if it Ever Happened (2007) DVD en vivo.
- Od Serca Do Duszy (2007) álbum en vivo.
- Kleine Welt (2008) compilación de material en vivo.
- Schiphorst 2008 (2009) álbum en vivo.
- Hamburg Studio Sessions (2009)

## Galería

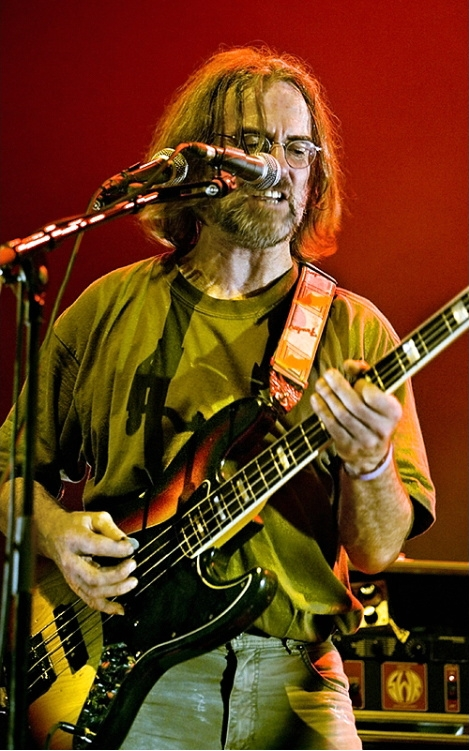
Jean-Hervé Péron. © Michael S. Eisenberg.
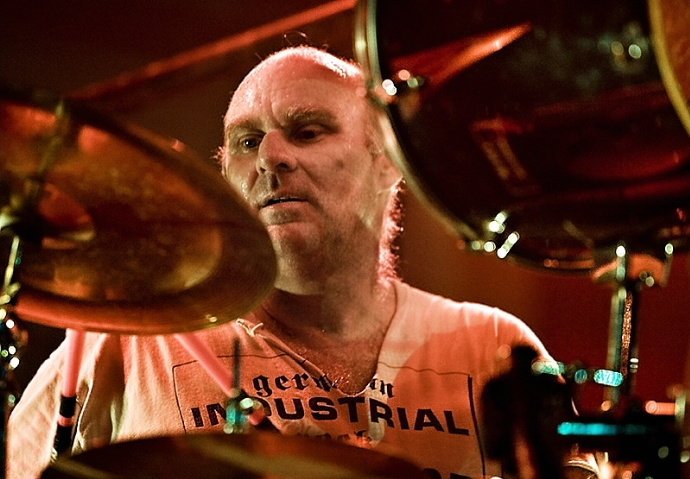
Werner "Zappi" Diermaier. © Michael S. Eisenberg.
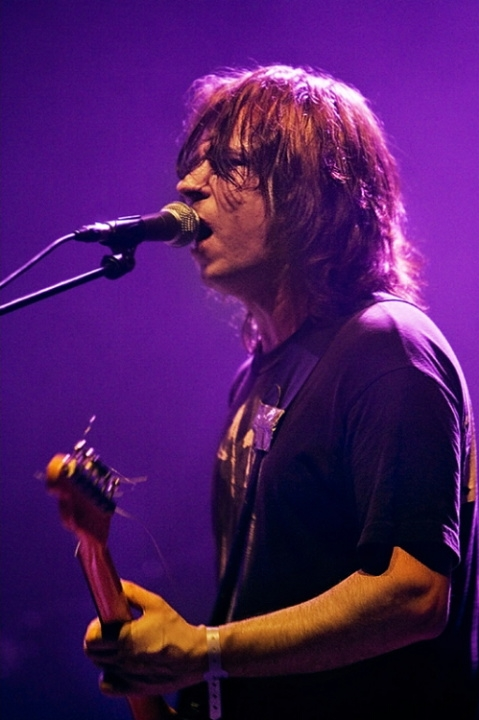
Amaury Cambuzat. © Michael S. Eisenberg.